# Monterosso Calabro
Monterosso Calabro – miejscowość i gmina we Włoszech, w regionie Kalabria, w prowincji Vibo Valentia.
Według danych na rok 2004 gminę zamieszkiwały 2042 osoby, 113,4 os./km².